# LDS Conference Center

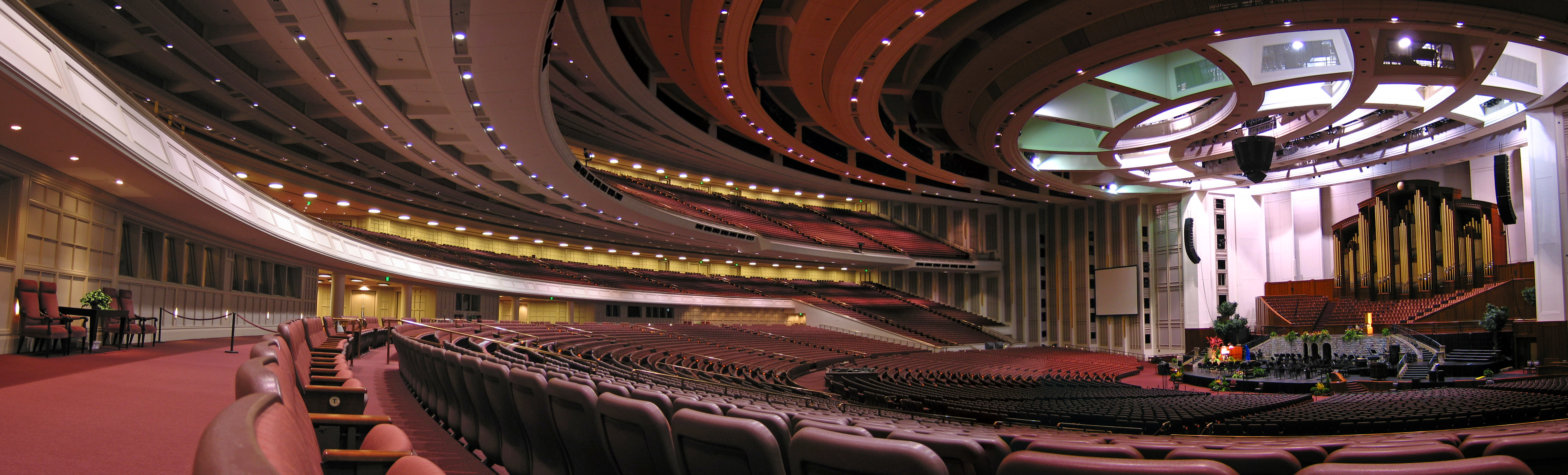
Sala główna

LDS Conference Center – centrum konferencyjne, znajdujące się w Salt Lake City w stanie Utah. Jest to największa sala służąca do spotkań Kościoła Jezusa Chrystusa Świętych w Dniach Ostatnich. Konstrukcja jest oparta na stali specjalnie sprowadzonej z Belgii. Budowa rozpoczęła się w 1996 roku, a zakończyła się w kwietniu 2000 roku. Mogące pomieścić 21 tys. osób centrum zastąpiło używane do tej pory Salt Lake Tabernakulum, zbudowane w 1868 roku. Odbywają się tam głównie konferencje generalne Kościoła. Uważa się je za największe audytorium, jakie kiedykolwiek zbudowano. Wnętrze może pomieścić dwa boeingi 747. Na dachu znajduje się ogród.